# Semiothisa peyrierasi
Semiothisa peyrierasi là một loài bướm đêm trong họ Geometridae.